# Euclidia glyphica
Euclidia glyphica és una espècie de papallona nocturna de la subfamília Erebinae i la família Erebidae. Pertany a la tribu Euclidiini.
Es troba a la major part de la Zona Paleàrctica, des d'Irlanda a l'oest, fins a Mongòlia i Sibèria a l'est, i cap al sud fins a la Mediterrània i el nord d'Àfrica.

## Descripció
Té les ales anteriors amb franges de color gris pàl·lid i de color marró pàl·lid i marró fosc.
Les ales posteriors són de color taronja amb àrees de color marró fosc i altres de marró més clar.

## Biologia
Les larves són de color marró groguenc o marró vermellós; la línia dorsal és més fosca; el cap és de color marró groguenc amb dues ratlles fosques.
Les larves s'alimenten de Viola, espècies de Trifolium (especialment Trifolium pratense), Medicago sativa, Lotus corniculatus, Vicia cracca, Lathyrus pratensis, i Hippocrepis comosa.

## Galeria

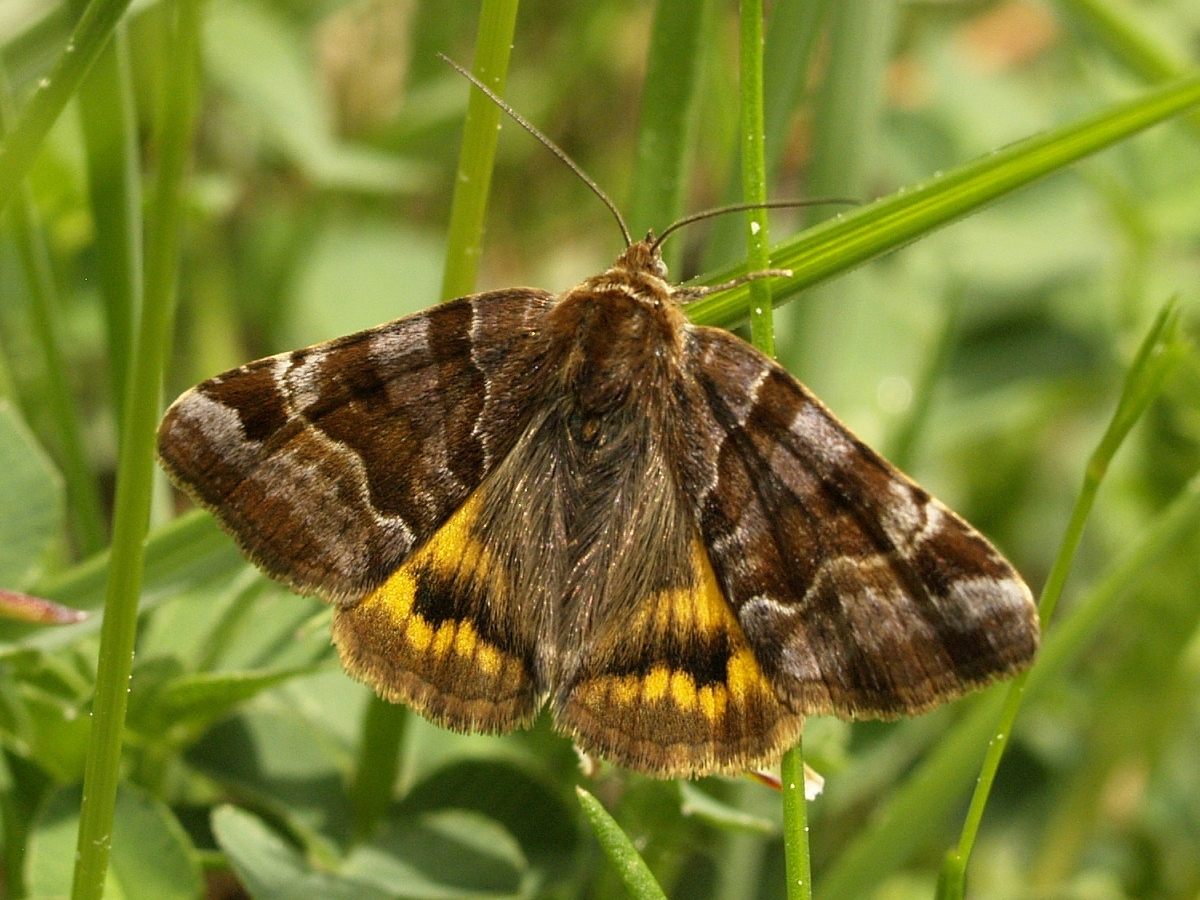
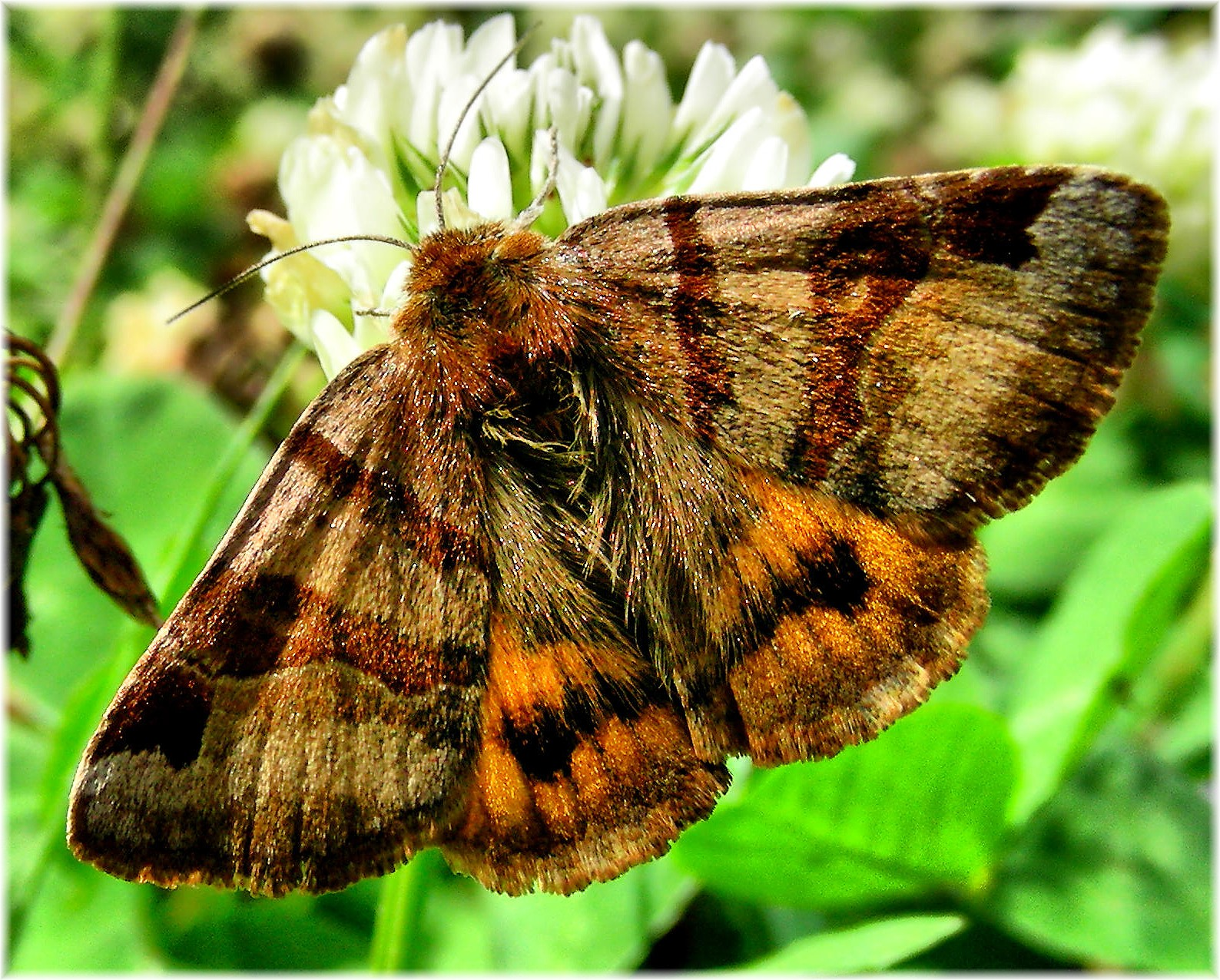
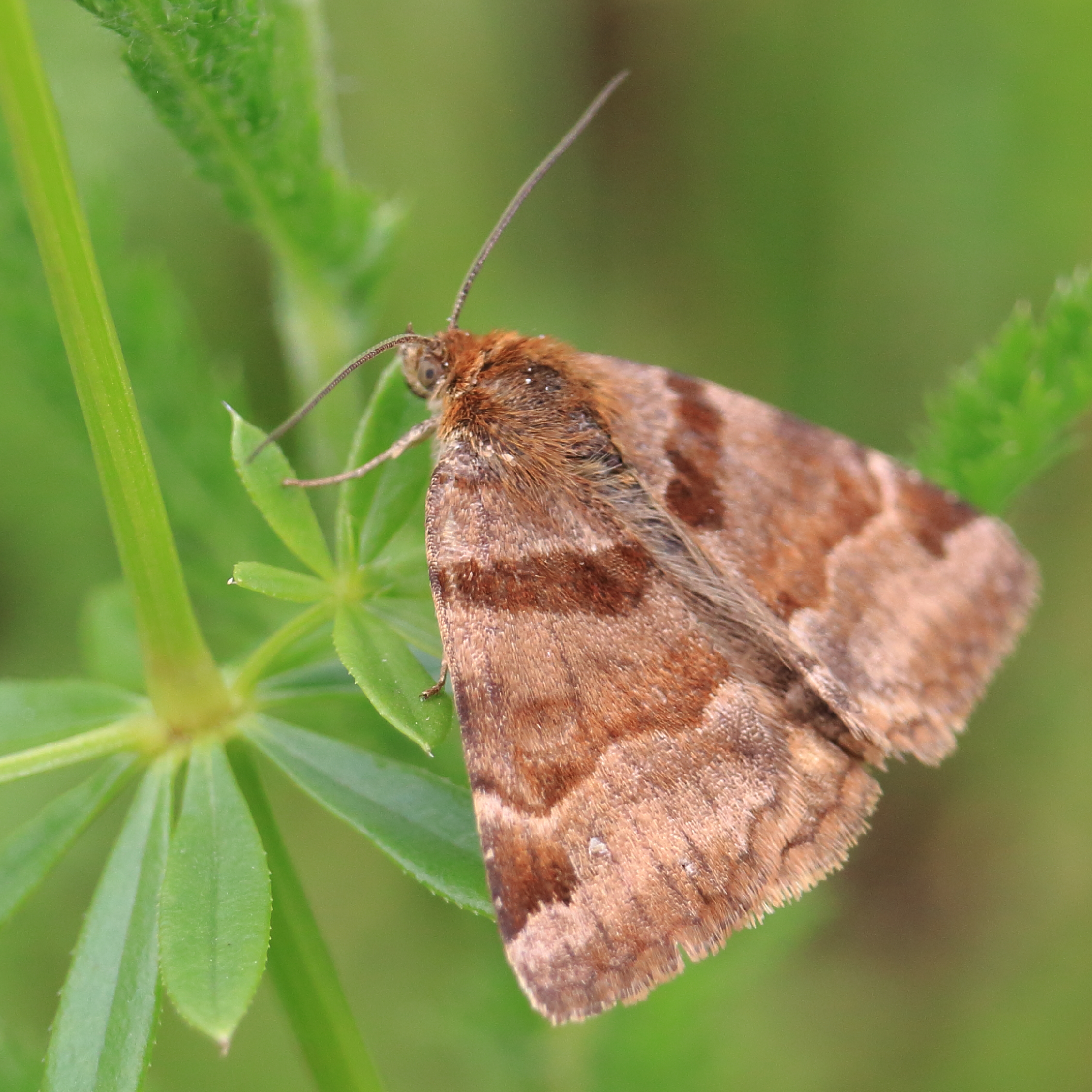
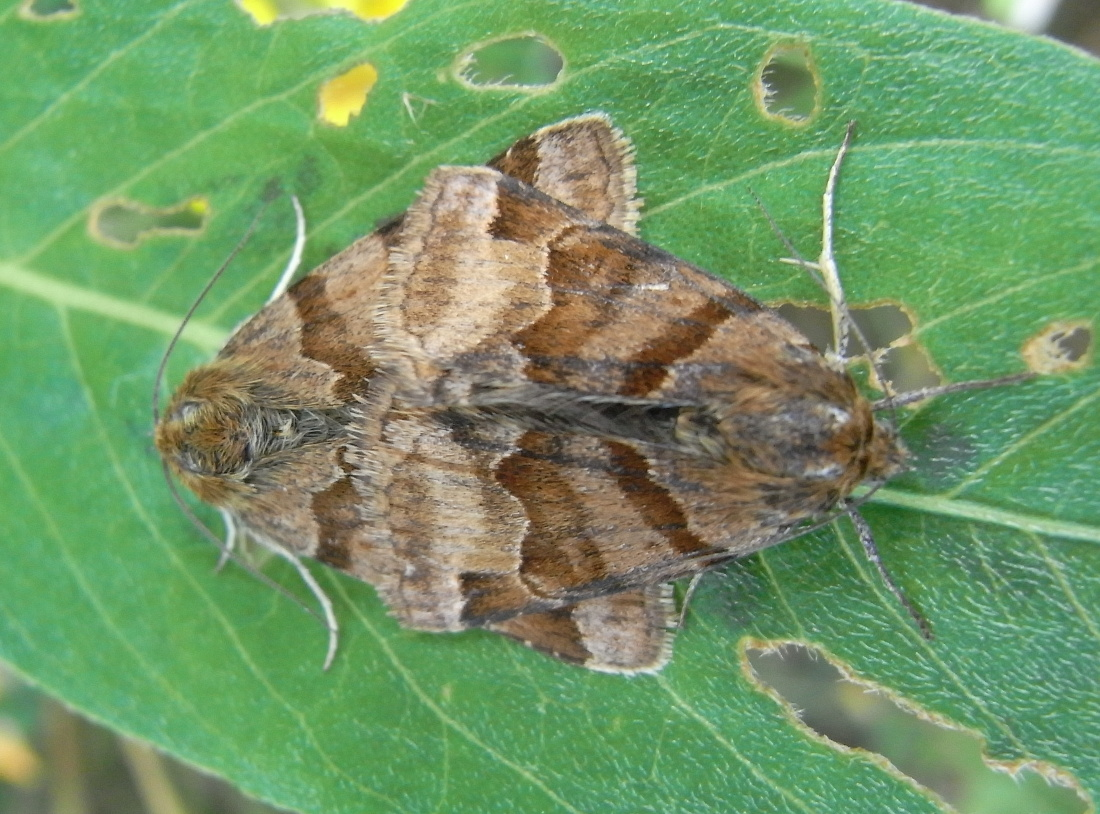
Còpula